# Brotterode-Trusetal
Brotterode-Trusetal é uma cidade da Alemanha, situada no distrito de Schmalkalden-Meiningen, no estado da Turíngia. Tem 49,68 km² de área, e sua população em 2019 foi estimada em 5.993 habitantes. Foi formado em 1 de dezembro de 2011, após a fusão dos antigos municípios de Brotterode e Trusetal.